# Ивичест тюлен
Ивичестите тюлени (Histriophoca fasciata) са вид едри бозайници от семейство Същински тюлени (Phocidae), единствен представител на род Histriophoca.
Разпространени са в северните части на Тихия океан от Япония до Аляска и в съседните части на Северния ледовит океан. Достигат 1,6 m дължина и 95 kg маса и се отличават с характерната си окраска – няколко широки бели ивици на черен или тъмнокафяв фон. Хранят се главно с пелагиални риби и главоноги.